# Lista över fornlämningar i Enköpings kommun (Nysätra)
Lista över fornlämningar i Enköpings kommun (Nysätra) är en förteckning av ett urval av de fornlämningar som finns i Nysätra i Enköpings kommun.
| Namn                                      | Lämningstyp             | Tillkomsttid | Historisk indelning | Plats | Läge                 | ID-nr          | Bild                                      |
| ----------------------------------------- | ----------------------- | ------------ | ------------------- | ----- | -------------------- | -------------- | ----------------------------------------- |
| Nysätra 2:1                               | Fornborg                |              | Nysätra, Uppland    |       | 59.810112, 17.217385 | 10026000020001 | Ladda upp en bild av detta fornminne      |
| Nysätra 3:1                               | Gravfält                |              | Nysätra, Uppland    |       | 59.807684, 17.193392 | 10026000030001 | Ladda upp en bild av detta fornminne      |
| Nysätra 8:1                               | Stensättning            |              | Nysätra, Uppland    |       | 59.807272, 17.179329 | 10026000080001 | Ladda upp en bild av detta fornminne      |
| Nysätra 8:2                               | Stensättning            |              | Nysätra, Uppland    |       | 59.806964, 17.179578 | 10026000080002 | Ladda upp en bild av detta fornminne      |
| Nysätra 12:1                              | Röse                    |              | Nysätra, Uppland    |       | 59.809207, 17.173589 | 10026000120001 | Ladda upp en bild av detta fornminne      |
| Skansberget (Nysätra 21:1)                | Hällristning            |              | Nysätra, Uppland    |       | 59.778919, 17.143286 | 10026000210001 | Ladda upp en bild av detta fornminne      |
| Nysätra 22:1                              | Stensättning            |              | Nysätra, Uppland    |       | 59.768566, 17.124589 | 10026000220001 | Ladda upp en bild av detta fornminne      |
| Nysätra 24:1                              | Stensättning            |              | Nysätra, Uppland    |       | 59.772043, 17.153084 | 10026000240001 | Ladda upp en bild av detta fornminne      |
| Nysätra 24:2                              | Stensättning            |              | Nysätra, Uppland    |       | 59.771970, 17.152877 | 10026000240002 | Ladda upp en bild av detta fornminne      |
| Nysätra 24:3                              | Stensättning            |              | Nysätra, Uppland    |       | 59.771926, 17.152341 | 10026000240003 | Ladda upp en bild av detta fornminne      |
| Nysätra 25:1                              | Runristning             |              | Nysätra, Uppland    |       | 59.769047, 17.157140 | 10026000250001 | Ladda upp en till bild av detta fornminne |
| Nysätra 26:1                              | Fornborg                |              | Nysätra, Uppland    |       | 59.777423, 17.159182 | 10026000260001 | Ladda upp en bild av detta fornminne      |
| Nysätra 30:1                              | Gravfält                |              | Nysätra, Uppland    |       | 59.772048, 17.210465 | 10026000300001 | Ladda upp en bild av detta fornminne      |
| Nysätra 31:1                              | Gravfält                |              | Nysätra, Uppland    |       | 59.771738, 17.206941 | 10026000310001 | Ladda upp en bild av detta fornminne      |
| Nysätra 32:1                              | Stensättning            |              | Nysätra, Uppland    |       | 59.775213, 17.210772 | 10026000320001 | Ladda upp en bild av detta fornminne      |
| Nysätra 32:2                              | Stensättning            |              | Nysätra, Uppland    |       | 59.775119, 17.210817 | 10026000320002 | Ladda upp en bild av detta fornminne      |
| Nysätra 32:3                              | Stensättning            |              | Nysätra, Uppland    |       | 59.775091, 17.210627 | 10026000320003 | Ladda upp en bild av detta fornminne      |
| Nysätra 33:1                              | Gravfält                |              | Nysätra, Uppland    |       | 59.772038, 17.214521 | 10026000330001 | Ladda upp en bild av detta fornminne      |
| Nysätra 35:1                              | Gravfält                |              | Nysätra, Uppland    |       | 59.766043, 17.226799 | 10026000350001 | Ladda upp en bild av detta fornminne      |
| Nysätra 36:1                              | Hög                     |              | Nysätra, Uppland    |       | 59.766086, 17.224862 | 10026000360001 | Ladda upp en bild av detta fornminne      |
| Nysätra 41:1                              | Gravfält                |              | Nysätra, Uppland    |       | 59.756860, 17.176882 | 10026000410001 | Ladda upp en bild av detta fornminne      |
| Nysätra 46:1                              | Hög                     |              | Nysätra, Uppland    |       | 59.754509, 17.159230 | 10026000460001 | Ladda upp en bild av detta fornminne      |
| Nysätra 46:2                              | Hög                     |              | Nysätra, Uppland    |       | 59.754402, 17.159413 | 10026000460002 | Ladda upp en bild av detta fornminne      |
| Nysätra 47:1                              | Runristning             |              | Nysätra, Uppland    |       | 59.752299, 17.145835 | 10026000470001 | Ladda upp en bild av detta fornminne      |
| Nysätra 49:1                              | Gravfält                |              | Nysätra, Uppland    |       | 59.753537, 17.144260 | 10026000490001 | Ladda upp en bild av detta fornminne      |
| Upplands runinskrifter 838 (Nysätra 50:1) | Runristning             |              | Nysätra, Uppland    |       | 59.752976, 17.136755 | 10026000500001 | Ladda upp en till bild av detta fornminne |
| Nysätra 51:1                              | Hällristning            |              | Nysätra, Uppland    |       | 59.748024, 17.114476 | 10026000510001 | Ladda upp en bild av detta fornminne      |
| Nysätra 56:1                              | Gravfält                |              | Nysätra, Uppland    |       | 59.747279, 17.229876 | 10026000560001 | Ladda upp en bild av detta fornminne      |
| Nysätra 57:1                              | Stensättning            |              | Nysätra, Uppland    |       | 59.748067, 17.227670 | 10026000570001 | Ladda upp en bild av detta fornminne      |
| Nysätra 58:1                              | Stensättning            |              | Nysätra, Uppland    |       | 59.753839, 17.231059 | 10026000580001 | Ladda upp en bild av detta fornminne      |
| Nysätra 58:2                              | Stensättning            |              | Nysätra, Uppland    |       | 59.753720, 17.231106 | 10026000580002 | Ladda upp en bild av detta fornminne      |
| Nysätra 59:1                              | Hällristning            |              | Nysätra, Uppland    |       | 59.750044, 17.239822 | 10026000590001 | Ladda upp en bild av detta fornminne      |
| Nysätra 59:2                              | Hällristning            |              | Nysätra, Uppland    |       | 59.750074, 17.239692 | 10026000590002 | Ladda upp en bild av detta fornminne      |
| Nysätra 59:3                              | Hällristning            |              | Nysätra, Uppland    |       | 59.750056, 17.239587 | 10026000590003 | Ladda upp en bild av detta fornminne      |
| Nysätra 59:4                              | Hällristning            |              | Nysätra, Uppland    |       | 59.750136, 17.239656 | 10026000590004 | Ladda upp en bild av detta fornminne      |
| Nysätra 61:1                              | Stensättning            |              | Nysätra, Uppland    |       | 59.748566, 17.241418 | 10026000610001 | Ladda upp en bild av detta fornminne      |
| Nysätra 66:1                              | Stensättning            |              | Nysätra, Uppland    |       | 59.748083, 17.247532 | 10026000660001 | Ladda upp en bild av detta fornminne      |
| Nysätra 68:1                              | Runristning             |              | Nysätra, Uppland    |       | 59.749606, 17.252963 | 10026000680001 | Ladda upp en till bild av detta fornminne |
| Nysätra 77:1                              | Stensättning            |              | Nysätra, Uppland    |       | 59.754473, 17.243083 | 10026000770001 | Ladda upp en bild av detta fornminne      |
| Valborgsmässberget (Nysätra 79:1)         | Stensättning            |              | Nysätra, Uppland    |       | 59.751275, 17.259211 | 10026000790001 | Ladda upp en bild av detta fornminne      |
| Nysätra 80:1                              | Röse                    |              | Nysätra, Uppland    |       | 59.752042, 17.260529 | 10026000800001 | Ladda upp en bild av detta fornminne      |
| Nysätra 81:1                              | Stensättning            |              | Nysätra, Uppland    |       | 59.752549, 17.259054 | 10026000810001 | Ladda upp en bild av detta fornminne      |
| Nysätra 82:1                              | Gravfält                |              | Nysätra, Uppland    |       | 59.751679, 17.258453 | 10026000820001 | Ladda upp en bild av detta fornminne      |
| Nysätra 83:1                              | Gravfält                |              | Nysätra, Uppland    |       | 59.753232, 17.256968 | 10026000830001 | Ladda upp en bild av detta fornminne      |
| Nysätra 84:1                              | Gravfält                |              | Nysätra, Uppland    |       | 59.754080, 17.255126 | 10026000840001 | Ladda upp en bild av detta fornminne      |
| Nysätra 87:1                              | Stensättning            |              | Nysätra, Uppland    |       | 59.755185, 17.247982 | 10026000870001 | Ladda upp en bild av detta fornminne      |
| Nysätra 87:2                              | Stensättning            |              | Nysätra, Uppland    |       | 59.755067, 17.247663 | 10026000870002 | Ladda upp en bild av detta fornminne      |
| Nysätra 88:1                              | Gravfält                |              | Nysätra, Uppland    |       | 59.755324, 17.249244 | 10026000880001 | Ladda upp en bild av detta fornminne      |
| Nysätra 89:1                              | Gravfält                |              | Nysätra, Uppland    |       | 59.755945, 17.249802 | 10026000890001 | Ladda upp en bild av detta fornminne      |
| Nysätra 90:1                              | Grav- och boplatsområde |              | Nysätra, Uppland    |       | 59.757227, 17.247305 | 10026000900001 | Ladda upp en bild av detta fornminne      |
| Nysätra 92:1                              | Röse                    |              | Nysätra, Uppland    |       | 59.755487, 17.237999 | 10026000920001 | Ladda upp en bild av detta fornminne      |
| Nysätra 92:2                              | Stensättning            |              | Nysätra, Uppland    |       | 59.755729, 17.238535 | 10026000920002 | Ladda upp en bild av detta fornminne      |
| Nysätra 92:3                              | Stensättning            |              | Nysätra, Uppland    |       | 59.755361, 17.237701 | 10026000920003 | Ladda upp en bild av detta fornminne      |
| Nysätra 93:1                              | Stensättning            |              | Nysätra, Uppland    |       | 59.757064, 17.238864 | 10026000930001 | Ladda upp en bild av detta fornminne      |
| Nysätra 94:1                              | Grav- och boplatsområde |              | Nysätra, Uppland    |       | 59.758356, 17.244119 | 10026000940001 | Ladda upp en bild av detta fornminne      |
| Nysätra 98:1                              | Runristning             |              | Nysätra, Uppland    |       | 59.749417, 17.255925 | 10026000980001 | Ladda upp en till bild av detta fornminne |
| Nysätra 99:1                              | Stensättning            |              | Nysätra, Uppland    |       | 59.750177, 17.265055 | 10026000990001 | Ladda upp en bild av detta fornminne      |
| Nysätra 100:1                             | Gravfält                |              | Nysätra, Uppland    |       | 59.750532, 17.261034 | 10026001000001 | Ladda upp en bild av detta fornminne      |
| Nysätra 103:1                             | Gravfält                |              | Nysätra, Uppland    |       | 59.759810, 17.229211 | 10026001030001 | Ladda upp en bild av detta fornminne      |
| Nysätra 119:1                             | Stensättning            |              | Nysätra, Uppland    |       | 59.771308, 17.152853 | 10026001190001 | Ladda upp en bild av detta fornminne      |
| Nysätra 119:2                             | Stensättning            |              | Nysätra, Uppland    |       | 59.771405, 17.152847 | 10026001190002 | Ladda upp en bild av detta fornminne      |
| Nysätra 136:1                             | Stensättning            |              | Nysätra, Uppland    |       | 59.770442, 17.210461 | 10026001360001 | Ladda upp en bild av detta fornminne      |
| Nysätra 138:1                             | Gravfält                |              | Nysätra, Uppland    |       | 59.770641, 17.153015 | 10026001380001 | Ladda upp en bild av detta fornminne      |
| Nysätra 138:2                             | Stensättning            |              | Nysätra, Uppland    |       | 59.770290, 17.152463 | 10026001380002 | Ladda upp en bild av detta fornminne      |
| Nysätra 143:1                             | Stensättning            |              | Nysätra, Uppland    |       | 59.774870, 17.219419 | 10026001430001 | Ladda upp en bild av detta fornminne      |
| Nysätra 145:1                             | Stensättning            |              | Nysätra, Uppland    |       | 59.752333, 17.241008 | 10026001450001 | Ladda upp en bild av detta fornminne      |
| Nysätra 148:1                             | Stensättning            |              | Nysätra, Uppland    |       | 59.750561, 17.243867 | 10026001480001 | Ladda upp en bild av detta fornminne      |
| Nysätra 151:1                             | Stensättning            |              | Nysätra, Uppland    |       | 59.811397, 17.181926 | 10026001510001 | Ladda upp en bild av detta fornminne      |
| Nysätra 152:1                             | Stensättning            |              | Nysätra, Uppland    |       | 59.752841, 17.258143 | 10026001520001 | Ladda upp en bild av detta fornminne      |